# East Meadow
East Meadow – jednostka osadnicza w Stanach Zjednoczonych, w stanie Nowy Jork, w hrabstwie Nassau.
W East Meadow urodził się Lee Zeldin, amerykański polityk, kongresman.